# Kāmikāgama
Il Kāmikāgama, o Kāmika-Tantra, è un testo spirituale in lingua sanscrita dell'India meridionale risalente al tardo XII secolo. Appartenente alla scuola religiosa dello Śaivasiddhānta, è composto di due parti scritte in versi, il Purvabhaga e il Uttarabhaga e contiene 75 capitoli.
Insieme ad argomenti collegati ai rituali, tratta dei dettagli inerenti all'architettura dei templi shivaiti, dalla scelta del sito alla disposizione delle immagini. È considerato dal Karanagama e dal Siddhantasastra come uno dei 28 Shivagama. 
Il Kāmikāgama è citato tra gli altri, da Hemādri e nel Caturvarga-cintamani (Danakanda) ed è considerato dal Vamakesvari-mata come uno dei 64 Tantra.